# Ybl Bank
Az Ybl Bank volt az első, a magyarországi bankszektor totális kommunista államosítása után alakult és teljesen magánkézben lévő kereskedelmi bank. A vezetői szó szerint is magánbanknak használták, sokszor utaltak ki saját maguknak és egyéb vállalkozásaiknak pénzt a kasszából, aminek egyenes következményeként 1992-ben csődbe ment.

## Története
Magyarországon 1987. január 1-jén vezették be a kétszintű bankrendszert, amivel újra megnyílt az út a kereskedelmi bankok létrehozása előtt.
Az Ybl Bank volt az első olyan kereskedelmi bank, amit 1948 után, egyetlen fillérnyi állami pénz nélkül, kizárólag magántőkéből alapítottak. Vezetői sokszor szó szerint is magánbanknak használták, amiből úgy utaltak ki és be pénzt maguknak és saját egyéb vállalkozásaiknak, illetve barátaiknak és üzlettársaiknak, mintha csak a saját pénztárcájuk lenne. Ennek következményeként alig három évnyi működés után, 1992. július 7-én az Ybl Bank csődöt jelentett. Az Állami Bankfelügyelet másnap felfüggesztette a működését, augusztus 8-án pedig döntött a felszámolásáról.
A bankban a betétesei által elhelyezett mintegy 10 milliárd forinttal szemben a csőd idején mindössze csak egymilliárd forintnyi fedezet állt rendelkezésre. Az állam összesen 5,3 milliárd forintot költött a felszámolásra, amivel a betétesek kárának mintegy felét sikerült megtéríteni.
A bank vezetői, O. Nagy Imre, Jamniczky Zoltánné és Körmendi Éva ellen összesen 2,6 milliárd forint értékben elkövetett hűtlen kezelés miatt emeltek vádat. O. Nagy és Jamniczky letöltendő börtönt, Körmendi pénzbüntetést és felfüggesztettet kapott. Az ügyet tárgyaló bíró Diós Erzsébet volt, a vádat Tóth Mihály képviselte.